# New England Patriots
A New England Patriots, becenevén a „Pats”, egy profi amerikaifutball-csapat a massachusettsi Foxborough-ban. A csapat az NFL AFC Keleti csoportjában szerepel. A csapat eredeti neve Boston Patriots volt, amit a tulajdonosok 1971-ben változtatták a jelenlegire, amikor áthelyezték a csapatot Foxboroughba.
Eddig 6 alkalommal nyerte el az NFL bajnoki címet, a Super Bowl megnyerésével. (2001, 2003, 2004, 2014, 2016, 2018-as szezon)
A Patriots, az American Football League (AFL) egyik alapító tagja, 1970-ben csatlakozott az NFL-hez, a két liga egyesülésekor. A csapat huszonháromszor jutott be a rájátszásba, 1986-ban bejutott a 20. Super Bowl döntőbe, ahol azonban alulmaradt a Chicago Bearsszel szemben. A csapat 1997-ben is bejutott a 31. Super Bowl nagydöntőbe, ahol a Green Bay Packerstől kapott ki.
A Patriots legsikeresebb korszaka a 2000 és 2005 közötti évekre esik. A Pats a második olyan csapat az NFL történetében (a Dallas Cowboys után), amely négy év alatt három Super Bowlt tudott nyerni (XXXVI, XXXVIII, XXXIX), és a nyolcadik, amely két egymást követő Super Bowlt is megnyert. Az évtized első felében elért sikerük sokakat arra ösztönzött, hogy a modern NFL uralkodójaként gondoljon a csapatra. 2007-ben a Patriots a modern NFL második olyan csapatává vált, amely a 16–0-s mutatóval hibátlan alapszakaszt teljesített, és az első csapat a 16 meccses szezonok óta. A rájátszásos mérkőzések után a csapat a 42. Super Bowlon a New York Giantsszel találkozott, ahol 17–14-es vereséget szenvedett. Ezzel a harmadik olyan csapat, amely 18–1-es mutatóval fejezte be a szezont (az 1984-es San Francisco 49ers és az 1985-ös Chicago Bears után), de az első, amely az egyetlen vereségét a Super Bowlon szenvedte el. A 2012 februárjában lejátszott 46. Super Bowlba szintén ez a két csapat jutott, a Patriots ismét kiváló mutatóval, de a döntőt a megint a Giants nyerte 21–17-re. 2015. február 1-én bejutottak a 49. Super Bowlba, ahol megszerezték a negyedik győzelmüket a Seattle Seahawks ellen, 28–24 lett a mérkőzés végeredménye.

## Kiváltságos történelem

### 1959–1969
A fejlődő American Football League (AFL) nyolcadik és egyben utolsó helyét 1959. november 16-án felajánlották a Bostont képviselő Billy Sullivan-nak. Ezután pályázatot írtak ki a bostoni lakosok körében arra, hogy hivatalos neveket javasoljanak a csapatnak. A legnépszerűbb javaslat – amit Sullivan is kiválasztott – a Boston Patriots volt. Ezt követően Phil Bissell megtervezte a „Pat Patriot” logót.
Az edzéseket két hónappal az első mérkőzés előtt, 1960. július 4-én kezdték el. A Boston Patriots 1960. szeptember 9-én játszotta első mérkőzését az AFL szezonjában a Denver Broncos ellen, melyen 13–10-re kikapott. A csapat az első három szezonjában nem jutott be az AFL rájátszásába. 1963-ban bejutottak az AFL Championship döntőbe, amit azonban elvesztettek a San Diego Chargers ellen 51–10-re. Az évtized további éveiben a Patriotsnak nem sikerült a rájátszásba jutnia. 1966-ban a bostoni Jim Nance lett az American Football League MVP-je.

### 1970–1975
A Patriots második évtizede jelentős változásokkal kezdődött. 1970-ben a Patriots csatlakozott a NFL-hez, az AFL és az NFL egyesülésével összhangban. A Patriots beleolvadt az American Football Conference-be (AFC), ahol a mai napig is van. A Patriots idénye az összeolvasztott liga legrosszabb, 2–12-es mutatóját hozta. A csapatból hiányzott a stabilitás, és hazai pálya gyanánt négy különböző helyen kellett játszania. Végül egy Foxborough-ban lévő új stadionba költöztek, amelyet először Shaefer Stadiumnak, majd 1983-tól Sullivan Stadiumnak hívtak, azután 1990-től Foxboro Stadium lett a neve. 1971 márciusában a csapatot átkeresztelték Bay State Patriotsra, majd még ugyanabban az évben New England Patriotsra, amely név jobban tükrözte az áthelyezést.
Az 1970-es évek elején több új játékos került a kezdő csapatba, köztük a Heisman-trófeanyertes Jim Plunkett és a támadó falember John Hannah, aki később, 1991-ben az első Patriots-játékos lett a Hall of Fame-ben (Hírességek csarnoka). A személyi változások következtében a Patriots folytatta az 1970-es évek eleji szereplését, és sorozatosan vesztette el a szezonokat. 1973-ban Chuck Fairbankset választották vezetőedzőnek és vezérigazgatónak, miután végigvezetett egy „top-ten” programot a University of Oklahoma csapatánál. Fairbanks alatt a Patriots 1974-ben 7–7-tel, majd 1975-ben 3–11-gyel zárt, ami támadói változásokhoz vezetett. Punklettet eladták a San Francisco 49ersnek, a helyére pedig Steve Grogan került.

### 1976–1984
A sorozatos szezonvesztések után, a Patriots 11–3-mal fejezte be az idényt 1976-ban – a legjobb eredmény a csapat történetében addig –, és 1963 óta először jutott be a rájátszásba. A rájátszás első fordulójában veszítettek az Oakland Raiders ellen 24–21-re. 1978-ban Fairbanks-et elbocsátották vezetőedzői posztjából, amikor kiderült, hogy a University of Oklahoma titokban vezetőedzőnek szerződtette. Fairbanks-et Ron Erhardt váltotta, aki még abban az évben a rájátszásba vezette csapatát. A Patriots az első körben vesztett a Houston Oilers ellen. Az új edző, Ron Meyer alatt a Patriots-ot újra kiejtették az első körben – ezúttal a Miami Dolphins. Mivel a csapattal nem tudott rájátszás-győzelmet felmutatni, Sullivanék 1984-ben lecserélték a vezetőedzőt a korábbi wide receiverre, Raymond Barryre.

### 1985–1991
Az 1985-ös szezont a csapat 11–5-ös mutatóval zárta, és „wild card”-dal bejutott a rájátszásba. Miután mindhárom rájátszás-mérkőzését megnyerte, bejutott a döntőbe. A 20. Super Bowlt a Patriots az első negyedben 3–0-s vezetéssel kezdte, a meccset azonban mégis elvesztették a Chicago Bears ellen 46–10-re. A következő szezont is 11–5-re zárták az AFC East csoportjában, de a Denver Broncos kiejtette a rájátszás első körében. A helyi képviselő, Doug Flutie 1987 és 1988 között tagja volt a annak a csapatnak, amely 8–7-tel és 9–7-tel fejezte be a szezonokat. Mindkét szezon alatt Berry volt a vezetőedzője a csapatnak.
Az 1980-as évek végén és az 1990-es évek elején, a csapatban történt személyi változások és a Sullivan tulajdonjoga körüli viták miatt, a Patriots nem jutott be a rájátszásba. A Sullivan család dollármilliókat vesztett el befektetésein, köztük a The Jacksons 1984 Victory körúton. A pénzügyi veszteségek arra késztették Sullivanékat, hogy eladják a csapatot. 1986-ban Francis W. Murray kezdte finanszírozni a csapatot, amiért cserébe felajánlották számára a csapat megvételének jogát. Amikor Murray megpróbálta gyakorolni e jogát, Sullivanék nem ismerték el jogait. Ekkor Murray beperelte őket, és a pert megnyerte. 1988-ban Murray megegyezett Victor Kaimmel, hogy közösen vásárolják meg a csapatot, és végül 84 millió dollárért szerezték meg a Patriots-ot, 16 millióval kevesebbért, mint a csapat értéke. Bár Kiam volt a többségi tulajdonos, úgy döntött, hogy elnökként és vezérigazgatóként megtartja Billy Sullivant és a fiát, Pat Sullivant. Időközben a papírmágnás Robert Kraft is lépéseket tett, hogy megszerezze a Sullivan Stadium tulajdonjogát, miután egy üzleti elemzés után nem tudott licitálni a csapatra, viszont a csapat nem lehetett anyagilag sikeres a stadion bevételei nélkül. Mindazonáltal ő szeretett volna lenni a Patriots tulajdonosa is. Kraftnek 1988. november 23-án sikerült megvásárolnia a stadiont. Így Krafté volt a stadion, Kaimé pedig a csapat. E vezetői változások alatt a vezetőedző Berryt Rod Rust váltotta, ez a váltás azonban nem volt hosszú életű.
A Patriots legrosszabb szezonja – 1–15-ös mutató – Rust vezetőedzősége alatt volt 1990-ben. A szezon alatt a Patriots belecsöppent egy szexuális zaklatási botrányba, amikor a Boston Herald riporternőjét, Lisa Olsont, akit később Kaim csak a „klasszikus szuka” jelzővel illetett, szexuálisan és verbálisan zaklatta több Patriots-játékos a csapat egyik zárt helyiségében. A botrány körüli vizsgálódás után az NFL megbízottja, Paul Tagliabue a csapatot 50 000, Zeke Mowatt, Michael Timpson és Robert Perryman játékosokat pedig 12 500–5000–5000 dollár pénzbírságra büntette. A szezon végén Rustot – az Olson-ügy és az 1–15-ös mutató miatt – kirúgták, és Dick MacPherson került a helyére.

### 1992–1997
1992-ben egy St. Louis-i üzletember, James Orthwein lett a Patriots egyetlen tulajdonosa, aki nyilatkozata szerint a Patriots-ot St. Louis-ba szerette volna költöztetni. Mindazonáltal az 1992-es szezon 2–14-es mutatója után nem terveztek költözést.
Az 1992–1993-as holtidény alatt a csapat változásokat kezdeményezett MacPherson Bill Parcellsre való leváltásával. A csapat draftválasztásai a holtidényben a legmagasabb mutatóval rendelkező játékosokra estek, Drew Bledsoe irányítóra, aki 2001-ig volt a csapat tagja, és Troy Brown wide receiverre, aki utolsó szezonjában a legtöbb elkapással csapatrekordot állított fel, és ugyanolyan jó védő volt (touchdownokat szerezve interceptionökből), mint amilyen elkapó volt. Ezek ellenére az 1993-as szezont 5–11-es mutatóval zárták, mivel Parcells belekezdett a csapat újjáépítésébe, és a St. Louis-i költözésről szóló pletykák is fölelevenedtek a holtidényben.
Mielőtt azonban Orthwein áthelyezhette volna a csapatot St. Louisba, ki kellett szállnia a Foxboro Stadium haszonbérletéből, amit Robert Kraft birtokolt. Amikor Orthwein 75 millió dollárt ajánlott Kraftnak a hátralévő bérleti szerződés megszüntetéséért, Kraft elutasította, és arra kényszerítette Orthweint, hogy 1994 januárjában eladja neki a csapat tulajdonjogát. A vételár az abban az időben rekordnak számító 200 millió dollár volt. Kraft azonnal közölte a helyi médiával, hogy a csapat Új-Angliában marad. Kraftnak nem voltak semmilyen költözési szándékai, és a korábbi médiacirkuszok és politikai botrányok megmutatták, hogy egy új, nyilvánosan finanszírozott stadion rendkívül valószínűtlen lett volna Új-Angliában (eltérően más városokkal, ahol az állami és polgári hatóságok rendszeresen finanszírozták a csapatokat).
Kraft megígérte a Patriots szurkolóinak, hogy világszínvonalú teljesítményt és Super Bowlt fog vinni Új-Angliába. Azon a napon, amikor az NFL jóváhagyta a vásárlását, a szurkolók majdnem 6000 bérlet vásárlásával válaszoltak, ami a csapat 34 éves történetében rekordnak számított. Abban az évben minden hazai meccsen telt ház volt.
Az üzleti sikerek ellenére a Kraft és Parcells közötti kapcsolat nagyon feszült volt, és idővel még rosszabb lett, mivel az új tulajdonosok a vagyonukkal nem akartak Parcells költségeire a futball terén szabad kezet adni. Krafték hittek abban, hogy teret adjanak a menedzsmentnek, de nem teljhatalmat, kérdések és válaszok nélkül. Parcells érezte, hogy Kraft beleavatkozott a kiváltságaiba, és nagy szükség lett volna a futballbajnokság sikeres véghezvitelére, különösen az NFL új fizetési korlátozása fényében, amit 1994-ben vezettek be. Az eredmény hanyatló menedzsment volt, csökkenő akarással, ami majdan Bill Belichick vezetőedző szerződtetéséhez vezetett, akit az 1996-os idényben érkezett segéd-vezetőedzőnek. Mindez zavaró szóbeszédekhez vezetett, amik uralták a híreket a 31. Super Bowlt megelőzően, miszerint Parcells idő előtt távozik, annak ellenére, hogy 1997-ig érvényes szerződés kötötte a csapathoz. Végül Will McDonough, a Boston Globe újságírója, akinek kitűnő kapcsolatban volt Krafttal és Parcellsszel is, a Jacksonville Jaguars elleni AFC címmérkőzés előtt (1997. január 12.) találkozót szervezett kettejüknek, hogy megbeszéljék nézeteltéréseiket
A New England az 1994-es szezon indulása előtt az első körben negyedikként draftolta Willie McGinest defensive endet, aki később linebackerként játszott a csapat által megnyert három Super Bowlon. 1994-ben 3–6-tal kezdtek, de összeszedték magukat, és a Minnesota Vikings elleni hosszabbításos győzelem után 10–6-tal fejezték be az alapszakaszt. Jóllehet a csapat kiesett a rájátszás első körében, és az 1995-ös szezont is 6–10-es mutatóval zárta, Kraft úgy döntött, megtartja Parcellst. 1996-ban a Patriots már jó, 11–5-ös mutatóval végzett, AFC bajnok lett, majd eljutott a 31. Super Bowlra is, de ott elvéreztek a Green Bay Packers ellen (35–21). A Packers nemcsak a támadással és védekezéssel nehezítette a New England dolgát, de szenzációs visszahordásaival szabályosan kiütötte ellenfelét. Parcells nem hagyott kétséget afelől, hogy a New York Jetshez távozik. Krafték még nem tudtak dönteni, hogy bizalmat szavazzanak-e Bill Belichicknek, Parcells tanítványának.

### 1997–2000
A Parcells és Kraft közötti növekvő feszültségek miatt Parcells 1997-ben lemondott, helyére Pete Caroll került. A Patriots és a New York Jets váltogatni kezdte játékosait és edzőit, például Parcellst és Curtis Martin running backet. A szezonban a Patriots 10–6-tal első helyen végzett az AFC Eastben. A Patriots a rájátszás elején 17–3-ra legyőzte a Miami Dolphinst, majd 7-6-ra kikapott a Pittsburgh Steelerstől. 1998-ban 9–7-tel végzett a csapat az alapszakaszban, ám a rájátszás első körében kiestek a Jacksonville Jaguars ellen. Az 1999-es szezont 6–2-vel kezdte a Patriots a pihenőhét előtt, de utána mégis csak 8–8-as mutatóval tudta befejezni a szezont. Az idény második részének eredménye az volt, hogy Carollt kirúgták.

### 2000-től
Miután Carollt kirúgták, Bill Belichick, aki a Jetsnél Parcells utódja és vezetőedző volt, visszatért a New Englandhez. 2000-ben Belichick első szezonja 5–11-gyel végződött. 2001-ben az irányító Drew Bledsoe lesérült a második meccsen, így Tom Brady került a helyére, akit a 6. körben draftoltak, és aki azután 11–5-ös mutatóval a rájátszásba vezette a csapatot. A Patriots legyőzte az Oakland Raiderst, az úgynevezett „The Tuck” játékban, amikor hóviharban zajlott le a meccs Foxborough-ban (ez volt az utolsó mérkőzés a Foxboro Stadionban). Ezután a Pittsburgh Steelers legyőzése következett az AFC Championship döntőben. Ez volt a harmadik bajnokságuk, és a New Orleansban megrendezett 36. Super Bowlon ahol legyőzték a St. Louis Ramset, megszerezve a Patriots első Super Bowl győzelmét. A győztes pontokat Adam Vinatieri utolsó másodperces mezőnygólja hozta, ami előtt Brady 1 perc 21 másodperc alatt 48 yardot haladt csapatával. A nagydöntő MVP-jének Bradyt választották. A Patriots első győzelmi parádéján becslések szerint 1,5 millió ember jelent meg. A 2002-es holtidényben Bledsoe-t eladták, furcsa módon a divízión belüli Buffalo Billsnek.
Mivel Massachusetts a költségvetéséből nem támogatta Kraft új stadion építésére vonatkozó terveit, a tulajdonos a csapatot 1998-ra a connecticuti Hartfordba akarta költöztetni. Azonban a hartfordi helyszín környezetvédelmi problémái miatt, és mivel Massachusetts mégis hajlandó volt 57 millió dollárt fizetni infrastrukturális kiadásokra Foxboro körül, amit majd parkolójövedelmi adóként kell visszafizetni, a hartfordi alku semmissé lett. John Rowland connecticuti kormányzó emiatt perrel fenyegetőzött, és Kraft inkább 2,4 millió dollárt fizetett Connecticutnak, hogy elkerülje a további pereskedéseket. Robert Kraft 2002-ben nyitotta meg az új Gillette Stadiont, aminek az építését magántőkéből finanszírozta. A stadionról úgy vélik, hogy az első igazán korszerű stadion az NFL-ben.
A Patriots elszalasztotta a 2002-es rájátszást a 9–7-es mutatójával, és lecsúsztak a divíziócímről is a New York Jets ellen. 2003-ban a csapat 2–2-vel kezdett, de azután 14–2-vel végzett, a 14 egymás után megszerzett győzelemmel. A 38. Super Bowlon, a Carolina Panthers-zel találkoztak, és a Patriots 32–29-re győzött. Az utolsó három pontot most is Adam Vinatieri szerezte. Bradyt karrierje során másodjára választották a Super Bowl MVP-jévé.
2004-ben a Patriots a Miami Dolphins legyőzősével megdöntötte az NFL mindenkori győzelmi rekordját 18 folyamatos győzelemmel. Később vesztettek a Pittsburgh Steelers ellen, ami 21 győzelemnél állította meg őket. Mivel az NFL csak az alapszakasz egymás utáni győzelmeit veszi figyelembe, a Patriots hivatalosan csak 18 egymást követő győzelemmel rendelkezik.

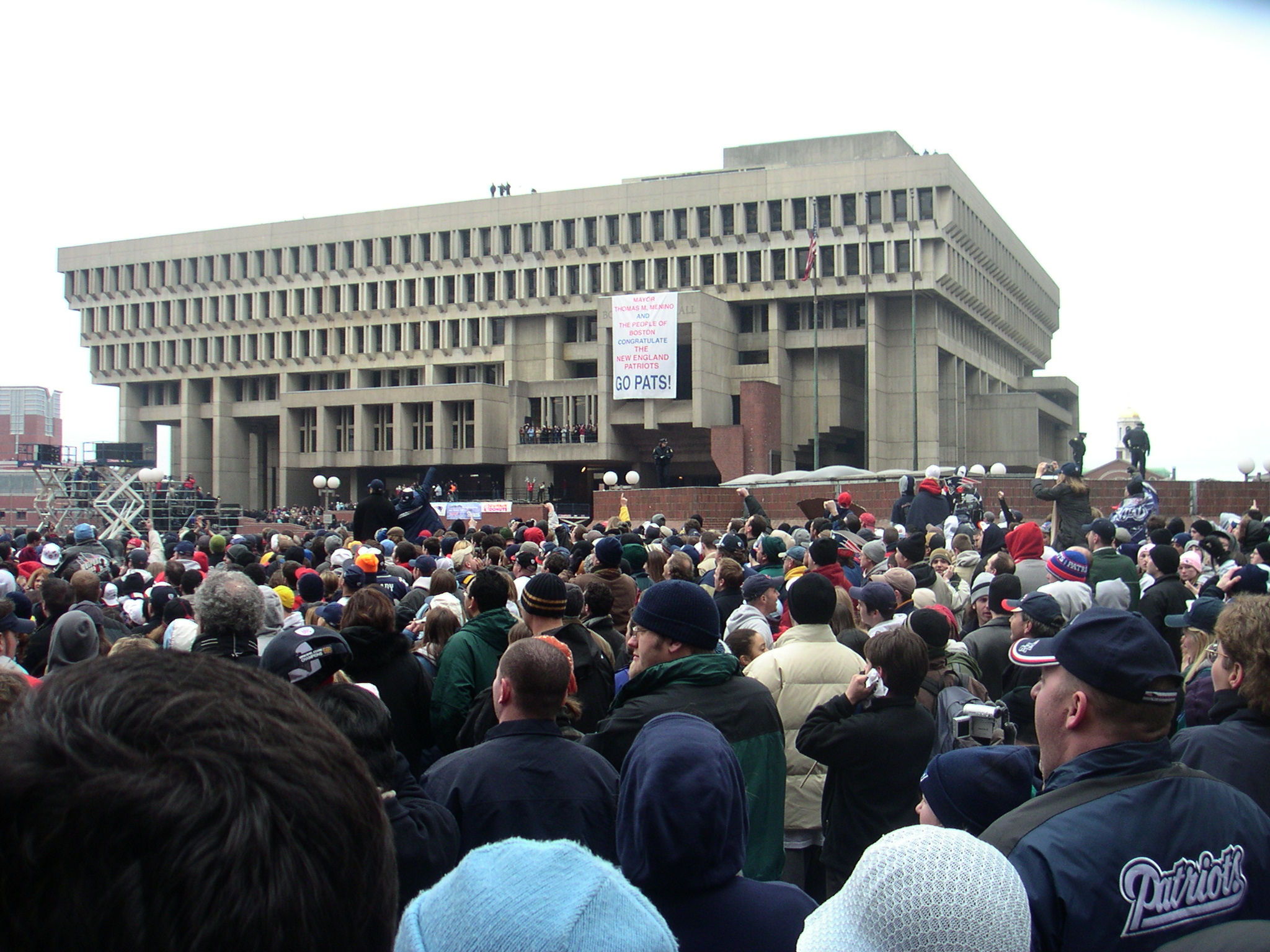
A Patriots szurkolói a Boston City Hall előtt gyülekeznek a 2004-es Super Bowl XXXVIII után

A 2004-es szezon 14–2-es befejezése után a Patriots legyőzte az Indianapolis Coltsot és a Pittsburgh Steelerst, útban a következő, 39. Super Bowl felé. A Patriots a nagydöntőben legyőzte a Philadelphia Eaglest 24-21-re, és e győzelemmel a Patriots hat év után az első olyan csapat lett, amely meg tudott nyerni két egymást követő Super Bowlt, és a második, amely négy év alatt három Super Bowlt nyert. A 2004-es szezon után Belichik két legjobb koordinátora, Charlie Weis és Romeo Crennel elhagyta a csapatot, hogy vezetőedzőként folytassák pályafutásukat. Sok jelentős játékos is elhagyta a csapatot, például a cornerback Ty Law. Tedy Bruschi linebacker majdnem a fél 2005-ös szezont kihagyta egy enyhe roham után. A 2005-ös szezonban a Patriotsnak több kezdő játékosa is lesérült. A csapat ennek ellenére 10–6-tal megnyerte az AFC keleti csoportját. A rájátszás első körében legyőzte a Jacksonville Jaguarst 28–3-ra, de a következő körben a Denver Broncos egy 27–13-as győzelemmel kiejtette a Patriotst.
A 2006-os holtidény alatt sok személy érkezése és távozása történt. A csapat 12–4-gyel fejezte be a 2006-os idényt, és zsinórban negyedszer nyerték meg az AFC keleti csoportját. A rájátszás wild card fordulójában a Patriots legyőzte a riválisát, a Jets-et 37–16-ra. A következő mérkőzésen Brady három interceptiont dobott, de a 4. negyedben kijavította hibáit, és 24–21-re legyőzték a San Diego Chargerst. Az AFC Championship mérkőzésen a Coltsszal találkoztak, de az győzött 38–34-re, pedig a Patriots a meccs elején még 21-3-ra vezetett.
A 2007-es holtidényben a Patriots megvette az Oakland Raiderstől Randy Moss elkapót és a Baltimore Ravenstől Adalius Thomas linebackert.
A New England Patriots 2007-es szezonja a Jets ellen kezdődött. A játék ideje alatt az NFL biztonsági szolgálata elkobzott egy videókamerát és a kazettáját a New England Patriots videoasszisztensétől, Matt Estrella-tól, aki a New York Jets edzőinek kézjeleit rögzítette. Nagy botrány tört ki, és szeptember 13-án Belichicket 500 000 dollárra büntették illegális videorögzítéssel való visszaélés miatt, a maximum összegre, amit az NFL Constitution és a By-Laws engedett. A Patriotsot is megbüntették 250 000 dollárra, ráadásul a csapat elvesztette a 2008-as NFL draft elsőkörös választását, mert bejutottak a rájátszásba (ha nem jutott volna be, csak a harmadik és negyedik körös választását vesztette volna el).
A Patriots a 2007-es szezont egy 38–35-ös New York Giants elleni győzelemmel fejezte be december 29-én, így 16–0-s mutatóval rendelkeztek. Ezzel a győzelemmel csatlakoztak az 1934-es és 1942-es Chicago Bearshez és az 1972-es Miami Dolphinshoz, akiknek sikerült veretlenül befejezni az alapszakaszt, de az első ilyen sikeres csapat, amióta 16 mérkőzést játszanak az alapszakaszban (a másik két csapat 13, 11, illetve 14 mérkőzést játszott). A Patriots az AFC Championship Game-en legyőzte a San Diego Chargerst 21–12-re, így ez volt az első csapat az NFL történetében, amelyik 18–0-s mutatóval rendelkezett.
A csapat teljesítménye és látogatottsága jelentősen javult, mióta 1994-ben Robert Kraft megvette. Kraft előtt, 34 év alatt a Patriots háromszor nyerte meg az AFC keleti csoportját, hatszor volt ott a rájátszásban (az 1963-as AFL Championshippel együtt), és egyszer játszott Super Bowlt. Kraft idején a Patriots tizenhatszor nyerte meg az AFC keleti csoportját, nyolcszor játszott Super Bowlt, amiből ötöt megnyert. Az 1996-os szezon óta a Patriots minden hazai meccsén telt ház volt, mind a Foxboro, mind a Gillette Stadionban, az előszezon játékokkal együtt.

### Logók és mezek
Az eredeti Patriots logót Phil Bissell tervezte 1960-ban. A logó egy új-angliai forradalmi önkéntest ábrázolt, amint elindítja a játékot, amerikaifutball-felszerelés nélkül. A nevét – „Pat Patriot” (szó szerint: paskolt hazafi) – a Patriots tulajdonosa, William Sullivan adta. A csapat meze piros-fehér volt, kék csíkokkal a mez ujján, fehér nadrággal és sisakkal. Kezdetben a sisakokat egy forradalmi korszakos sapka díszítette, de ezt 1961-ben a Pat Patriot logó váltotta föl.
1993-ban James B. Orthwein, a Patriots tulajdonosa lecserélte a csapat logóit és sisakjait. A régi Pat Patriot logó helyére egy stilizált Patriot fej került, rajta egy háromszínű – piros-fehér-kék – kalappal, amit a szurkolók „Flying Elvis”-nek (repülő Elvis) neveztek el. A csapat mezeit Patriot-(sötét)kékre, a sisakot és a nadrágot fehérre cserélték.
2000-ben a csapat tovább változtatott meze és logója színén. A „Flying Elvis” logó megmaradt, de egy sötétebb kéket alkalmaztak.

## Játékosi bejegyzések

### Profi futballisták a Hall of Fame-ben
- 85 Nick Buoniconti, LB, 1962–68, bekerülve 2001-ben
- 73 John Hannah, G, 1973–85, bekerülve 1991-ben
- 40 Mike Haynes, CB, 1976–82, bekerülve 1997-ben
- 56 Andre Tippett, LB, 1982–93, bekerülve 2008-ban

### Visszavonultatott mezek
- 20 Gino Cappelletti, K/WR, 1960–70
- 40 Mike Haynes, CB, 1976–82
- 57 Steve Nelson, LB, 1974–87
- 73 John Hannah, G, 1973–85
- 78 Bruce Armstrong, T, 1987–2000
- 79 Jim Lee Hunt, DL, 1960–70
- 89 Bob Dee, DL, 1960–67

A fenti hét játékoson kívül Steve Grogan, QB (14), Babe Parilli, QB (15), Andre Tippett, LB (56), és Stanley Morgan, WR (86) bekerültek a Patriots' Hall of Fame-be.

### Más figyelemre méltó növendékek
| - Julius Adams DL (1971–87) - Sam Adams OG (1972–80) - Tom Addison LB (1960–67) - Houston Antwine DL (1961–71) - Don Blackmon LB (1981–87) - Drew Bledsoe QB (1993–2001) - Deion Branch WR (2002–05) - Pete Brock C (1976–87) - Ron Burton RB (1960–65) - Keith Byars FB (1996–97) - Don Calhoun RB (1975–81) - Rich Camarillo P (1981–87) - Raymond Clayborn CB (1977–89) - Ben Coates TE (1991–99) - Jim Colclough WR (1960–68) - Tony Collins RB (1981–87) - Sam Cunningham RB (1973–82) - Lin Dawson TE (1981–90) - Corey Dillon RB (2004–06) - Hart Lee Dykes WR (1989–91) - Tony Eason QB (1983–89) - Larry Eisenhauer DL (1961–69) | - Irving Fryar WR (1984–92) - Tim Fox DB (1976–81) - Russ Francis TE (1975–80, 1987–88) - Larry Garron RB (1961-67) - David Givens WR (2002-05) - Terry Glenn WR (1996–2001) - Daniel Graham TE (2002-06) - Leon Gray OT (1973–78) - Steve Grogan QB (1975–90) - Ray Hamilton DL (1973–81) - Mack Herron RB (1973–75) - Brian Holloway OT (1981–86) - Craig James RB (1985–89) - Roland James DB (1980–90) - Andy Johnson RB (1974–81) - Ted Johnson LB (1995–2004) - Ty Law CB (1995–2004) - Bill Lenkaitis C (1971–81) - Ronnie Lippett DB (1983–91) - Fred Marion DB (1982–91) - Curtis Martin RB (1995–97) - Willie McGinest LB (1994–2005) | - Dave Meggett KR (1995–97) - Lawyer Milloy SS (1996–2002) - Stanley Morgan WR (1977–90) - Jon Morris OL (1964–73) - Guy Morriss C (1984–87) - Jim Nance RB (1965–72) - Tom Neville OL (1965–77) - Babe Parilli QB (1961–66) - David Patten WR (2001-04) - Jim Plunkett QB (1971–76) - Johnny Rembert LB (1983–92) - Leonard Russell RB (1991–93) - Antowain Smith RB (2001–03) - John Smith K (1974–83) - John Stephens RB (1988–1992) - Darryl Stingley WR (1973–77) - Mosi Tatupu RB (1978–90) - Andre Tippett LB (1982–93) - Randy Vataha WR (1971–76) - Garin Veris DE (1985–91) - Adam Vinatieri K (1996–2005) - Damien Woody C (1999–2003) |

### Mindenkori elsőkörös draft választások
Burton • Mix • White • Mason • Collins • A. Graham • Concannon • Rush • McCormick • Townes • Singer • Charles • Byrd • Sellers • Olsen • Plunkett • Hannah • Cunningham • Stingley • Francis • Haynes • Brock • Fox • Clayborn • Morgan • Cryder • Sanford • James • Ferguson • Holloway • Sims • Williams • Eason • Fryar • Matich • Dupard • Armstrong • Stephens • Dykes • Singleton • Agnew • Harlow • Russell • Chung • Bledsoe • McGinest • Law • Glenn • Canty • Edwards • Jones • Woody • Katzenmoyer • Seymour • D. Graham • Warren • Wilfork • Watson • Mankins • Maroney • Meriweather

## Edzői megjegyzések

### Vezetőedzők
- Lou Saban (1960–61)
- Mike Holovak (1961–68)
- Clive Rush (1969–70)
- John Mazur (1970–72)
- Phil Bengtson (ideiglenes) (1972)
- Chuck Fairbanks (1973–78)
- Ron Erhardt (1979–81)
- Ron Meyer (1982–84)
- Raymond Berry (1984–89)
- Rod Rust (1990)
- Dick MacPherson (1991–92)
- Bill Parcells (1993–96)
- Pete Carroll (1997–99)
- Bill Belichick (2000–24)
- Jerod Mayo (2024–25)
- Mike Vrabel (2025–)

## Cheerleaderek
A Patriots NFL Cheerleaderjeit egyszerűn csak The Patriots Cheerleaderjeiként ismerik. 2005-ben Kristin Gauvin, az egyik tag lett Miss Massachussets.

## Rádió és televízió
2006-tól a Patriots fő rádióállomasa a WBCN 104.1FM, ami a CBS Radio tulajdonában van. A nagyobb rádióhálózatot "Patriots Rock Radio Network"nek nevezik, ami több 7 államban fogható. Gil Santos és Gino Cappelletti a régóta a csapat bemondói.
A szezon előtti játékokat nem nemzetei csatornán, hanem az ABC egy tagján, a WCVB channel 5-on közvetítik. Don Criqui kommentátor az utóbbi néhány évben, Randy Cross elemzővel, és Mike Lynch riporterrel.